# ダニエル・ブラガンサ
ダニエル・ブラガンサ（Daniel Bragança, 1999年5月27日 - ）は、ポルトガル・ファゼンダス・デ・アルメイリン出身のサッカー選手。スポルティング・クルーベ・デ・ポルトゥガル所属。ポジションはミッドフィールダー。

## 経歴

### クラブ
サンタレン県ファゼンダス・デ・アルメイリン出身で、スポルティング・クルーベ・デ・ポルトゥガルのユースチームに所属した。2019年1月10日、リーガプロのSCファレンセにシーズン終了までのレンタルで移籍した。4月14日、GDエストリル・プライア戦で初ゴールを挙げた。その5日後、ホームで行われたFCペナフィエル戦でもゴールを挙げた。
2019年8月9日、リーガプロのGDエストリル・プライアにレンタル移籍した。11月3日、アカデミコ・デ・ビゼウFC戦でケルビン・メディナの髪を引っ張ったために退場処分を受け、2試合の出場停止処分を受けた。
2020年9月24日、UEFAヨーロッパリーグ予選でアバディーンFC戦に、ヴェンデウとの交代で途中出場し、スポルティングでのデビューを果たした。その3日後、プリメイラ・リーガのFCパソス・デ・フェレイラ戦にルシアーノ・ビエットとの交代で途中出場し、リーグ戦デビューを果たした。

### 代表
2019年9月5日、UEFA U-21欧州選手権2021予選のU-21ジブラルタル代表戦でU-21ポルトガル代表として初出場を果たした。

## タイトル

### クラブ
スポルティングCP
- プリメイラ・リーガ : 2020-21[11]
- タッサ・ダ・リーガ : 2020-21[12]